# Monochrotogaster unicolor
Monochrotogaster unicolor är en tvåvingeart som beskrevs av Ringdahl 1932. Monochrotogaster unicolor ingår i släktet Monochrotogaster och familjen blomsterflugor. Inga underarter finns listade i Catalogue of Life.